# Dalekovidnost
|  | Molimo pročitajte upozorenje o korištenju medicinskih informacija. Ne provodite liječenje bez savjetovanja s liječnikom! |

Dalekovidnost (grčka riječ "presbus" (πρέσβυς), što znači "stara osoba") stanje je u kojem oko, sa starenjem, pokazuje progresivno smanjenje sposobnosti da se akomodira na objekte u neposrednoj blizini. Ovaj se poremećaj često poistovjećuje s hiperopijom.
Točni mehanizmi nastanka dalekovidnosti nisu utvrđeni. Međutim, većina istraživanja podupire teoriju gubitka elastičnosti kristalne leće iako se kao moguć uzrok navode i promjene u zakrivljenosti leće, koje se objašnjavaju kontinuiranim rastom i gubitkom snage cilijarnog mišića (koji savija i izoštrava leću).
Baš kao i sijeda kosa i bore, dalekovidnost je simptom uzrokovan prirodnim tijekom starenja. Prvi simptomi (dolje navedeni) obično se najprije primjećuju oko 40–50. godine.
Sposobnost akomodacije oka na bliske predmete pada s godinama: od mogućnosti akomodacije s 20 dioptrija (mogućnost fokusiranja s 50 mm) kod djeteta, 10 dioptrija s 25 godina (100 mm), do 0,5-1 dioptrije sa 60 godina (sposobnost fokusiranja na 1-2 metra).

## Simptomi
Prvi su simptomi koje većina ljudi primijeti nemogućnost čitanja sitnog tiska, osobito u uvjetima smanjenog svjetla, umaranje očiju pri dužem čitanju, nejasan vid na blizinu ili trenutna zamagljenost kod promjena različitih udaljenosti na kojima gledamo. Mnogi se napredni prezbiopi žale da su im ruke postale "prekratke" za čitanje na odgovarajućoj udaljenosti. Kao i ostale smetnje kod akomodacije, tako se i dalekovidnost kod izloženosti Sunčevoj svjetlosti manje uočava. To je rezultat suženja zjenice. Kao i kod ostalih leća, povećanjem omjera žarišne udaljenosti i otvora leće dolazi do smanjenja stupnja zamućenosti nefokusiranih predmeta, te se time postiže oštrina slike (usporedite efekt promjera optičke leće i oštrinu slike u fotografiji).
Zapaženo je da ljudi određenih zanimanja, te oni s miotičnom zjenicom kasnije zatraže pomoć kod prezbiopije. Uglavnom su to poljoprivrednici i ljudi koji rade kod kuće, dok radnici u uslužnim djelatnostima i građevinari traže korekciju vida ranije.

## Mehanizam akomodacije oka
U optici, najbliža točka na kojoj se predmet može fokusirati zove se točka blizine oka. Standardna točka blizine od 25 cm koristi se kod izrade optičkih instrumenata i u opisivanju optičkih naprava kao npr. povećala. Postoje nejasnoće u raznim člancima, čak i u nekim udžbenicima oko toga na kojem principu djeluju mehanizmi akomodacije oka. U razrednom udžbeniku Oko i mozak (Gregory), npr., navedeno je da zonularna membrana leću održava napetom, te se tako leća spljošti. Napetost nestaje kontrakcijom cilijarnih mišića kako bi se leća mogla prilagoditi za vid na blizinu. Čini se da takav način razmišljanja podrazumijeva da cilijarni mišić, koji je izvan zonule, mora biti cirkumferentan, te da se mora kontrahirati kao sfinkter da bi smanjio napetost koju zonularna membrana stvara povlačenjem leće izvana. To je u skladu s činjenicom da su naše oči u relaksiranom stanju kad se akomodiraju na beskonačnost, te također objašnjava da nikakav trud kratkovidnoj osobi ne može omogućiti da ona vidi na daljinu. Mnogi tekstovi ipak opisuju cilijarni mišić (čini se da ga opisuju kao elastičan ligament i da nije ni pod kakvom kontrolom živčanog sustava) kao mišić koji vuče leću kako bi joj omogućio akomodaciju na bliži domet. To onda ima kontraefekt: centralno ispupčenje leće (povećavajući joj moć), te spljoštenost leće na periferiji.

## Dalekovidnost i "prednost" za kratkovidne
Mnoge su kratkovidne osobe sposobne čitati bez naočala ili kontaktnih leća čak i kad prođu dobnu granicu od 40 godina. Ipak, njihova kratkovidnost ne nestaje, te izazovi gledanja na daljinu ipak ostaju. Kad se kod kratkovidnih osoba s astigmatizmom pojavi dalekovidnost, poboljšat će im se vid na blizinu, ali što je veći astigmatizam, siromašniji je njihov neispravljen vid na blizinu. Miopičarima koji razmišljaju o operaciji poboljšanja vida savjetuje se da operacijsko rješenje možda ipak nije najbolje jer bi ono moglo postati nedostatak nakon 40 godine, kad oči postanu dalekovidne i izgube sposobnost akomodacije ili fokusiranja, s obzirom na to da će tada trebati koristiti naočale za čitanje. Ponuđena operacijska tehnika stvara "čitalačko oko" i "oko za gledanje na daljinu". Ta se tehnika često koristi kod kontaktnih leća i poznata je kao monovision. Ona se može stvoriti s kontaktnim lećama ili naočalama, tako da se kandidatima za takvu vrstu postupka, uz pomoć takvih pomagala, može pomoći u odluci da li su spremni da se njihove rožnice operacijski podese, tako da trajno izazivaju takav efekt.

## Terapija
Dalekovidnost se ne liječi rutinski. Ipak, pokušaji u otkrivanju lijeka daju naznake da bi liječenje ipak bilo moguće jer se gubitak sposobnosti akomodacije korigira korektivnim lećama, naočalama ili kontaktnim lećama. Kod osoba s ostalim refraktornim problemima koriste se konveksne leće. Kod nekih slučajeva dodatak bifokalnih na postojeće leće daje zadovoljavajući rezultat.
Kako bi izbjegli upotrebu bifokalnih ili naočala za čitanje, neki se ljudi odluče za korištenje kontaktnih leća za ispravljanje vida na blizinu za jedno oko, a za drugo oko na daljinu, metodom "monovision", koja ponekad iskrivi percepciju dubine. Također, nema bifokalnih ili multifokalnih kontaktnih leća koje istodobno pokušavaju ispraviti vid i na blizinu i na daljinu s istom lećom.
Kontroverzno je da su vježbe oka navedene kao način kojim se može odgoditi početak prezbiopije, ali nema dokaza da djeluju.

## Prehrana
Najmanje jedno objavljeno znanstveno istraživanje govori da uzimanje luteinskih nadomjestaka ili povećana količina luteina u dijeti rezultira poboljšanjem vidne točnosti, dok druge studije predlažu da nadomjesci luteina mogu usporiti starenje leće. Lutein se prirodno nalazi u objema lećama oka, te u makuli (centralnom području mrežnice).

## Operacija
Novi operacijski postupci također mogu ponuditi rješenja za one koji ne žele nositi naočale ili kontaktne leće, uključujući implantate akomodacijske intraokularne leće (IOLs). Za vrpce za skleralnu ekspanziju, koje povećavaju prostor između cilijarnog tijela i leće, nije ustanovljeno da daju zadovoljavajuće rezultate u liječenju dalekovidnosti.

## Vanjske poveznice
- Dinamični prikaz dalekovidnosti  Arhivirana inačica izvorne stranice od 11. veljače 2009. (Wayback Machine) (na engleskom jeziku)
- http://physics.mef.hr/Predavanja/seminar_optika/main4a.html
- http://www.drmilanpavic.hr/dioptrija.htm  Arhivirana inačica izvorne stranice od 4. veljače 2009. (Wayback Machine)